# 単純リー群
群論において、単純リー群 (simple Lie group) は連結非可換リー群 G であって非自明な連結正規部分群を持たないものである。
単純リー環 (simple Lie algebra) は非可換リー環であってイデアルが 0 と自身しかないものである。単純リー環の直和は半単純リー環と呼ばれる。
単純リー群の同値な定義がリー対応から従う：連結リー群はリー環が単純であれば単純である。重要な技術的点は、単純リー群は離散的な正規部分群を含むかもしれず、したがって単純リー群であることは抽象群として単純であることとは異なるということである。
単純リー群は多くの古典型リー群を含む。古典型リー群は球面幾何学、射影幾何学、フェリックス・クラインのエルランゲンプログラムの意味で関連する幾何学の群論的支柱を提供する。どんなよく知られた幾何学にも対応しない例外的な可能性もいくつか存在することが単純リー群の分類の過程で現れた。これらの例外群 (exceptional group) により数学の他の分野や当時の理論物理学の多くの特別な例や configuration が説明される。
単純リー群の概念は公理的観点からは十分であるが、リーマンの対称空間の理論のようなリー理論の応用において、幾分一般的な概念である半単純および簡約リー群がもっと有用であることが証明されている。とくに、すべての連結コンパクトリー群は簡約であり、一般の簡約群の表現の研究は表現論の主要な分野である。

## 定義についてのコメント
不運なことに単純リー群の標準的な定義はただ1つではない。上の定義は以下のように変わることがある：
- 連結性：通常単純リー群は定義により連結である。これにより離散的単純群（これらは抽象群として単純な 0 次元リー群である）や不連結ば直交群が除外される。
- 中心：通常単純リー群は離散的な中心を持ってもよい；例えば、SL(2, R)（英語版） は位数 2 の中心を持つが、なお単純リー群としてカウントされる。中心が非自明である（そして群全体でない）ならば単純リー群は抽象群として単純ではない。著者によっては単純リー群の中心が有限である（あるいは自明である）ことを要請する；SL(2, R) の普遍被覆は中心が無限の単純リー群の例である。
- R：通常実数全体のなす加法群 R（およびその商群 R/Z）は、連結かつ0でない真のイデアルを持たないリー環を持つにもかかわらず、単純リー群としてはカウントされない。場合によっては著者は R が単純であるように単純リー群を定義することもあるが、これはこの場合を見過ごすことによって起きた事故であることもあるようである。
- 行列群：著者によっては有限次行列の群として表せるリー群に制限することがある。メタプレクティック群（英語版）はこのように表せない単純リー群の例である。
- 複素リー環：単純リー環の定義は係数拡大で安定ではない。sl(n, C) のような複素単純リー環の複素化（英語版）は半単純だが単純でない。

最も一般的な定義は上のものである：単純リー群は連結でなくてはならず、非自明な中心（無限でもよい）を持ってもよく、有限次行列によって表せなくてもよく、非可換でなければならない。

## 分類の手法
そのような群は複素単純リー環の先の分類を用いて分類される。ルート系の記事を参照。単純リー群は一度複素化されれば（つまり実ベクトル空間から複素ベクトル空間にされれば）そこのリストに現れる単純リー環を持つことが示される。これは分類を2つのさらなることに還元する。

## 実形
例えば、群 SO(p,q,R) および SO(p+q,R) は、異なる実リー環を生じるが、同じディンキン図形を持つ。一般に同じ複素リー環の異なる実形が存在するかもしれない。

## 単純リー環の群との関係
第二に、リー環はリー群 G の単位元を含む成分の単連結（普遍）被覆 G* を一意的に決定するだけである。G*が実際は単純群でない、例えば非自明な中心を持つことは、ある。したがって G の基本群（可換群：リー群はH空間である）を計算することによって大域的なトポロジーについて心配しなくてはならない。これはエリ・カルタンによってなされた。
例として、偶数次元の特殊直交群を考えよう。中心に単位行列でない −I があり、それらは実際は単純群ではない。そして二重スピン被覆を持ち、単連結でもない。上の記法で G* と G の「間」にある。

## ディンキン図形による分類
ディンキンの分類により、可能性はこれらしかない。ここで n はノードの個数である。

## 無限系列

### A 系列
A1, A2, ...
Ar は特殊ユニタリ群 SU(r + 1) と対応する。

### B 系列
B2, B3, ...
Br は特殊直交群 SO(2r + 1) と対応する。

### C 系列
C3, C4, ...
Cr はシンプレクティック群 Sp(2r) と対応する。

### D 系列
D4, D5, ...
Dr は特殊直交群 SO(2r) と対応する。しかし SO(4) は単純群でないことに注意。ディンキン図形は連結でない 2 つのノードを持つ。四元数の乗法によって与えられる SO(3)* × SO(3)* から SO(4) への全射準同型が存在する。四元数と空間の回転を参照。したがってここで単純群は D3 で始まる。これは図形としてまっすぐ A3 になる。D4 にはいわゆる triality と対応している図形の 'exotic' な対称性がある。

## 例外的な場合
いわゆる例外群はG2, F4, E6, E7, E8 を参照。これらは次元の増加する群の無限系列に落とし込むことができないので「例外的」と見なされている。各群を別々に考えると、それほど異常なことは何もない。これらの例外群は複素数上の単純リー環の分類において1890年頃発見された（ヴィルヘルム・キリングによってされ、そしてエリ・カルタンによって再びなされた）。しばらくの間それらが具体的にどのように現れるか、例えば微分系の対称群として、を見つけることが研究課題だった。
E7½も参照。

## Simply laced groups
simply laced group はリー群であってディンキン図形が simple link しか含まないもの、したがって対応するリー環のすべての非零ルートが同じ長さを持つものである。A, D, E 系列の群はすべて simply laced であるが、B, C, F, G 型の群はどれも simply laced ではない。